# Liste der Biografien/Uy
Liste der Biografien |
Portal Biografien |
Personensuche
# |
A |
B |
C |
D |
E |
F |
G |
H |
I |
J |
K |
L |
M |
N |
O |
P |
Q |
R |
S |
T |
U |
V |
W |
X |
Y |
Z |
?
 
Ua |
Ub |
Uc |
Ud |
Ue |
Uf |
Ug |
Uh |
Ui |
Uj |
Uk |
Ul |
Um |
Un |
Uo |
Up |
Uq |
Ur |
Us |
Ut |
Uu |
Uv |
Uw |
Ux |
Uy |
Uz
Die Liste der Biografien führt alle Personen auf, die in der deutschsprachigen Wikipedia einen Artikel haben. Dieses ist eine Teilliste mit 40 Einträgen von Personen, deren Namen mit den Buchstaben „Uy“ beginnt.

## Uy
- Uy, Alberto (* 1966), philippinischer Geistlicher, römisch-katholischer Erzbischof von Cebu
- Uy, Mel Rey (* 1968), philippinischer Geistlicher, römisch-katholischer Bischof von Lucena
- Uy, Natalie (* 1994), philippische Stabhochspringerin
- Uy, Reuben, philippinischer Schauspieler und Synchronsprecher

### Uya
- Uyama, Satoru (* 1991), japanischer Degenfechter
- Uyanik, Bünyamin (* 1996), österreichischer Fußballspieler
- Uyanik, Markos (* 1977), deutscher Jurist, Richter am Bundessozialgericht
- Uyar, Melis Ayda (* 2003), türkische Tennisspielerin
- Uyar, Oğuz (* 2001), türkischer Sprinter
- Uyar, Tomris (1941–2003), türkische Schriftstellerin
- Uyaroğlu, Erhan (* 1982), türkischer Fußballspieler

### Uyg
- Uygun, Bülent (* 1971), türkischer Fußballspieler, Trainer
- Uygun, Gürkan (* 1974), türkischer Schauspieler
- Uygun, Recep Ümit (1926–2013), deutsch-türkischer Mediziner
- Uygun, Samim (1939–2017), türkischer Fußballspieler
- Uygur, Barış (* 1978), türkischer Schriftsteller, Journalist und Drehbuchautor
- Uygur, Cenk (* 1970), türkisch-amerikanischer Moderator und AktivistCenk Uygur (* 1970)

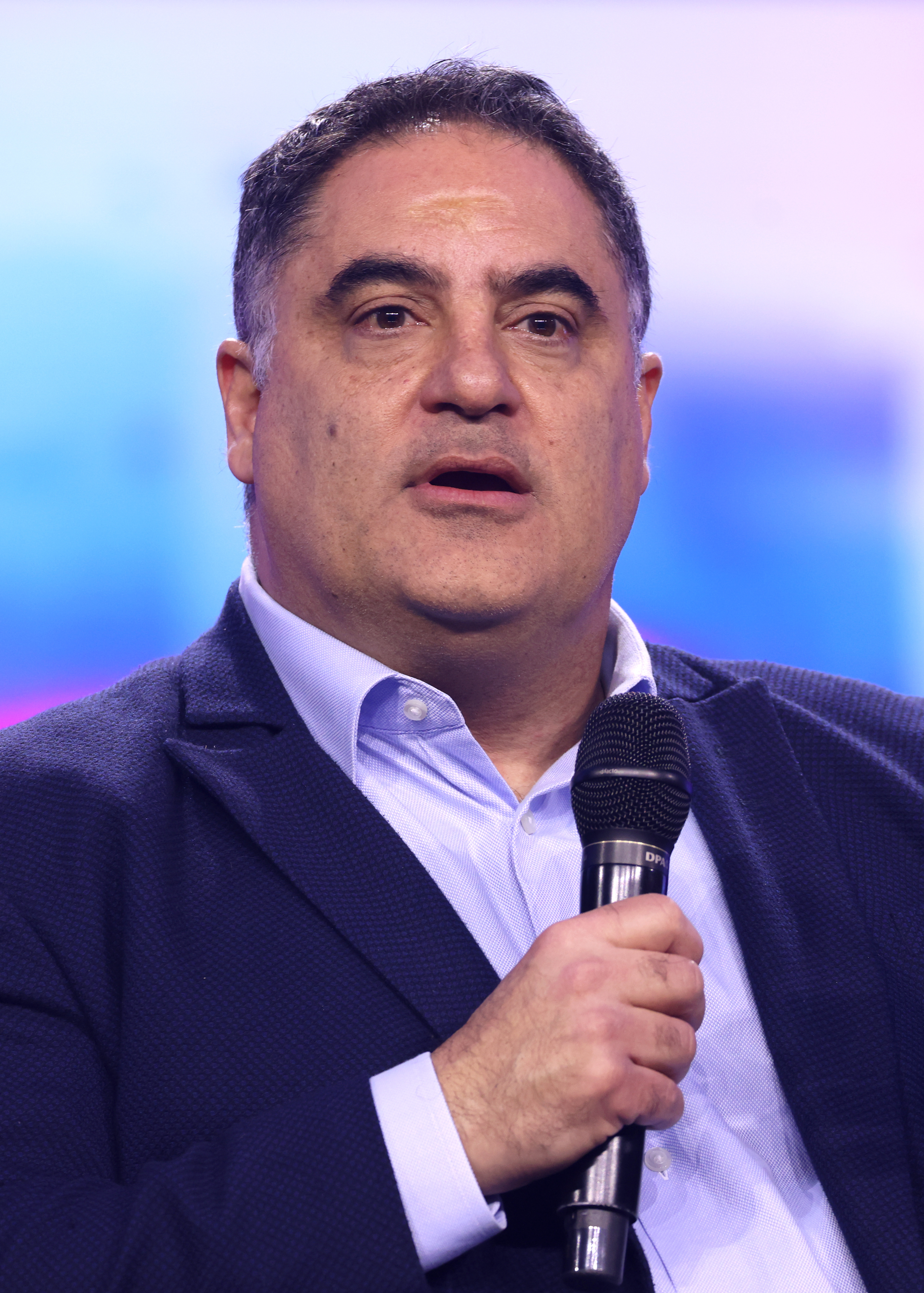
Cenk Uygur (* 1970)

### Uyl
- Uyl, Jan Jansz. den († 1639), niederländischer Radierer und Stilllebenmaler
- Uyl, Joop den (1919–1987), niederländischer Politiker (PvdA, Ministerpräsident 1973–1977)
- Uylenburgh, Hendrick van († 1661), niederländischer Kunsthändler
- Uylenburgh, Saskia van (1612–1642), niederländisches Model und Ehefrau von Rembrandt van RijnSaskia van Uylenburgh (1612–1642)

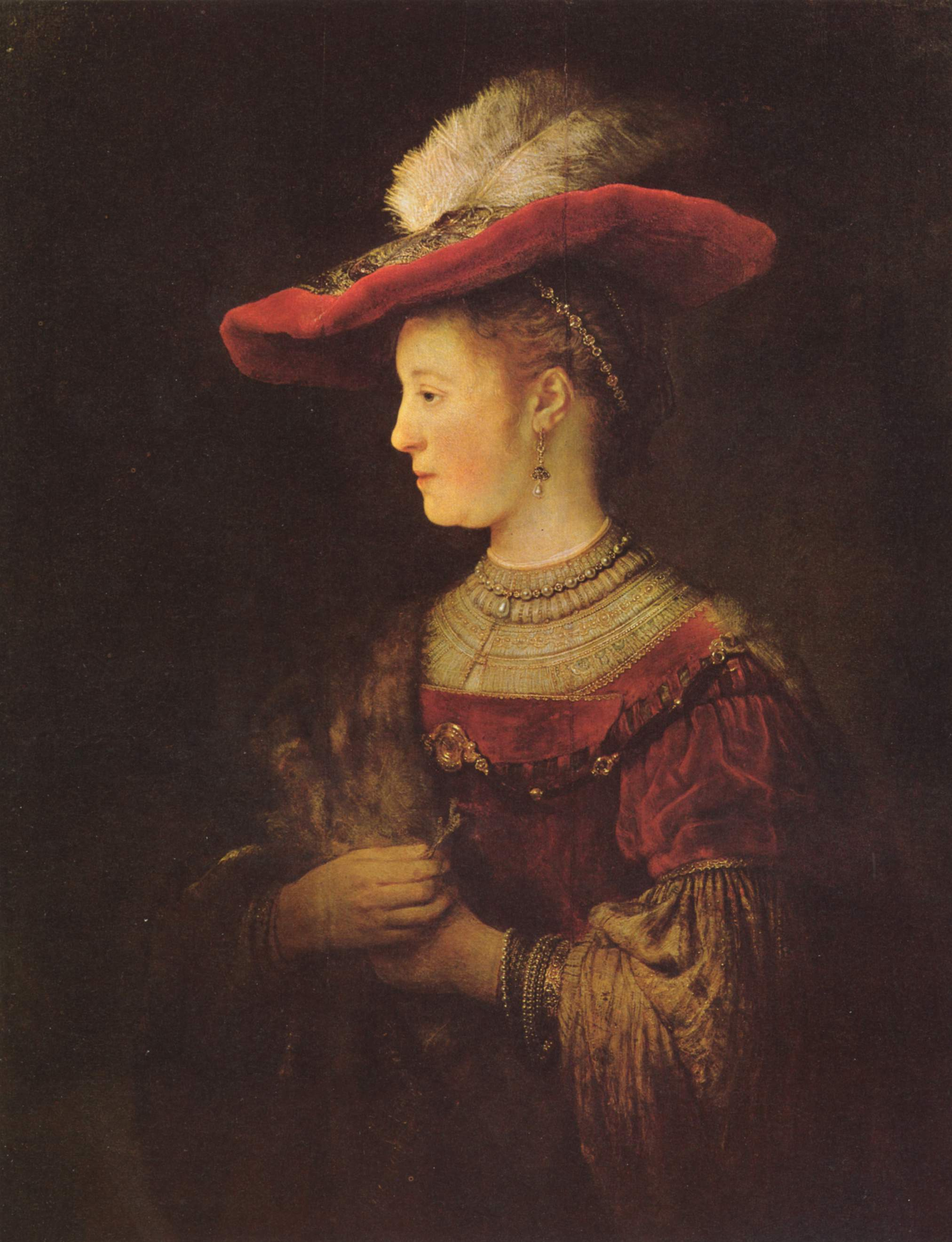
Saskia van Uylenburgh (1612–1642)

### Uys
- Uys, Antoinette (* 1976), südafrikanische Badmintonspielerin
- Uys, Colette (* 2000), südafrikanische Leichtathletin
- Uys, Jamie (1921–1996), südafrikanischer Filmregisseur, Filmproduzent, Drehbuchautor, Filmeditor und Filmschauspieler
- Uys, Johann Kunz (1907–1978), südafrikanischer Botschafter
- Uys, Lana (* 1968), südafrikanische Hürdenläuferin
- Uys, Pieter-Dirk (* 1945), südafrikanischer Komiker, Autor, Travestiekünstler und Aktivist
- Uysal, Alperen (* 1994), türkischer Fußballtorhüter
- Uysal, Erol (* 1963), türkischer Bildhauer und Maler
- Uysal, Mevlüt (* 1966), türkischer Politiker und Anwalt
- Uysal, Necip (* 1991), türkischer Fußballspieler
- Uysal, Soner (* 1977), deutsch-türkischer Fußballspieler
- Uysal, Tito (* 1982), deutsch-türkischer Schauspieler

### Uyt
- Uytdehaage, Jochem (* 1976), niederländischer Eisschnellläufer
- Uytenbogaert, Johannes (1557–1644), niederländischer protestantischer Theologe, Remonstrant
- Uyttenboogaart, Daniel Louis (1872–1947), niederländischer Unternehmer, Filmproduzent und Koleopterologe
- Uyttendaele, Marc (* 1961), belgischer Jurist, Anwalt, Essayist, Romanautor und Kolumnist
- Uytterhoeven, Pierre, französischer Drehbuchautor

### Uyu
- Uyunqimg (1942–2024), chinesische Politikerin in der Volksrepublik China
- Uyurkulak, Murat (* 1972), türkischer Schriftsteller und Journalist